# محمود بخيت الربيعي
محمود بَخيت الرَّبيعي (15 يناير 1932) ناقد أدبي وأكاديمي مصري. ولد في بلدة جهينة السوهاجية من جنوب الصعيد. كان ينظم الشعر في شبابه حتى 1960 لكنه تركه واتجه إلى النقد الأدبي. تخرج في دار العلوم 1958، ونال درجة الدكتوراة من جامعة لندن 1965. درّس في جامعات القاهرة والجزائر والكويت والجامعة الأمريكية بالقاهرة. انتخب عضوا بمجمع اللغة العربية بالقاهرة عام 2008. له مؤلفات في نقد ودراسات وترجمات، وله أيضًا ثلاثية في السيرة الذاتية.

## سيرته
ولد محمود بخيت الربيعي في بلدة جهينة بمحافظة سوهاج من جنوب الصعيد بالمملكة المصرية يوم 15 يناير 1932/ 7 رمضان 1350. كان والده فلاحًا مستور الحال، وأمه تحفظ قدرًا من القرآن وهو أصغر سبعة أخوة. نشأ في مسقط رأسه والحق في السادسة من عمره بالمدرسة الأولية. وفي العاشرة تفرّغ لحفظ القرآن، والتحق بالمعهد الديني بأسيوط سنة 1945. ثم انتقل إلى معهد القاهرة الديني سنة 1951، وفي هذه الفترة بدأ يكتب الشعر، ونشره في جريدتي الزمان والأهرام. ثم التحق بكلية دار العلوم سنة 1954. وفي دار العلوم واصل كتابة الشعر، وحصل على الليسانس سنة 1958، ومع نمو اهتمامه الأكاديمي بالنقد تناقصت اهتماماته بالشعر حتى وقف عن كتابته سنة 1960. تعلم الإنجليزية ودخل جامعة لندن سنة 1960 وحصل منها درجة الدكتوراه سنة 1965 برسالة عنوانها «الكاتبات والنقد في مصر الحديثة» (العنوان الأصلي: Women writers and critics in modern Egypt). 

## مهنته

### الأكاديمي
عاد إلى مصر سنة 1965 ليعمل مدرّسًا للنقد الأدبي الحديث في كلية دار العلوم، وبدأ ينشر مقالاته منذ 1966. وفي 1972 رقي أستاذًا مساعدًا بكلية دار العلوم، وعمل فيها قائمًا بأعمال رئيس قسم البلاغة والنقد الأدبي، ورئيسا له منذ 1977. عمل أستاذاً بكلية الآداب في جامعة الجزائر بين 1969-1972. وفي عام 1978 ذهب للعمل بجامعة الكويت، وعاد منها في 1982. 

اشترك في ندوات إعلامية، وفي محافل القاهرة الأدبية. وعيّن عضوًا في اتحاد كتاب مصر منذ إنشائه، وعضوًا في لجنة الشعر في المجلس الأعلى للثقافة، وعضوًا بلجنة ترقية الأساتذة المساعدين. 

فعمل أستاذاً ورئيساً لقسم البلاغة والنقد الأدبي والأدب المقارن بكلية دار العلوم في جامعة القاهرة منذ 1973 حتى 1986، ثم أستاذاً ورئيساً لقسم الدراسات العربية في الجامعة الأميركية في القاهرة 1998-2000 ووكيلاً لذات الكلية بين 1982-1984. انتُخب عضواً في مجمع اللغة العربية بالقاهرة سنة 2008، ونائباً لرئيس المجمع في 2016. ثم لفترة ثانية في‌ 9 مارس 2020.

### في النقد الأدبي
بدأ إسهامه في النقد الأدبي من منتصف الستينات القرن العشرين، ويعد ناقدًا بارزًا وهو صاحب منهج متميز وهو نهج يهدف إلى خلط التحليل النصي بطبيعة الإبداع الأدبي ذاته. وقد عرف في النقد النظري أكثر من النقد التطبيقي. يعتقد بأن المبدع الذي يحتاج إلى ناقد يعلمه أصول فنه محكوم بالفشل عاجلاً أم آجلاً، والناقد الذي ينساق مع مثل هذا المبدع ناقد ضل الطريق. 
| ”                                                      | إيماني بهدف واضح هو جعل النقد الأدبي علمًا موضوعيًا، وتخليصه من الزوائد الضارة، وجعل النصّ الأدبي محور الاهتمام للناقد. | “ |
| —في سيرة ذاتية موجزة كتبه لموسوعة «أعلام الأدب العربي» | |   |

خلال تعليمه في جامعة لندن نمت خبرته بالأدبين العربي والإنجليزي، وكذلك تبلور فكرته عن التحليل اللغوي للنص الأدبي، متأثرًا بكتابات ت. س. إليوت فتأثر بالنقد الجديد والبحث العلمي. وفيها أيضًا توثقت صلته باللغوي السعيد بدوي وكان مقرباً من محمود محمد شاكر. 

وبعد تخرجه اهتم بنقد الشعر، وترجم The Lonely Voice وهي دراسة لشكل القصة القصيرة كتبها فرانك أوكونور سنة 1962. ثم ساهم في كتابة مجموعة من المقالات لمجلة «المجلة» و«حوليات» لكلية العلوم. وفي السبعينيات القرن العشرين، أصدر كتابه «نصوص من النقد الأدبي»، وكتب أبحاثًا في مجلة «الثقافة» و«الكتاب» و«الهلال» و«الموقف العربي» و«الأهرام» و«الأخبار». 

## حياته الشخصية
توفي والده سنة 1943، ثم توفيت والدته سنة 1954 فخلفت وفاتها في نفسه جرحًا أليمًا. تزوج سنة 1960 فذهب إلى بريطانيا للدراسة، ولهما مي وأمين. 

## جوائزه وتكريمه
- 19 مايو 2009: أقامت دار الكتب والوثائق القومية احتفالية لتكريمه. [6]

## مؤلفاته
- «في نقد الشعر»، 1968
- «قراءة الرواية: نماذج من نجيب محفوظ»، 1973 (ردمك 9772152258)
- «نصوص من النقد العربي»، 1977
- «مقالات نقدية»، 1978
- «قراءة الشعر»، 1983 (ردمك 9772152330)
- «من أوراقي النقدية»، 1996
- «في النقد الأدبي وما إليه»، 2001
- «في حدود الأدب»، 2008

من ترجماته:
- «الصوت المنفرد»، فرانك أوكونور، 1969
- «تيار الوعي في الرواية الحديثة»، 1973
- «حاضر النقد الأدبي»، 1975

وله أيضًا:
- «في الخمسين عرفت طريقي: سيرة ذاتية»، 1991 (ردمك 9772154692)
- «بعد الخمسين»، 2004 (ردمك 9772157705)
- «أخي محمد الربيعي: ذكريات ومختارات»، 2011 [8]
- «متعتي في الكتابة عن اللغة والشعر والنقد والأصدقاء»، مع علي جمال تركي، 2020 (ردمك 9789779129280)

## وصلات خارجية
- في موقع محمد حماسة
- «الاستغراق النقدي: قراءة في تجربة د. محمود الربيعي النقدية»، أماني حاتم بسيسو، 01 أبريل 2012